# Нови Горњи Свети Јован
Нови Горњи Свети Јован (грч. Νέος Άνω Άγιος Ιωάννης, Нео Ано Ајос Јоанис) је насељено место у општини Катерини у периферији Средишња Македонија, Грчка. Према попису из 2021. године био је 41 становник.
Насеље су подигли мештани Горњег Светог Јована осамдесетих година 20. века. На попису из 1991. године Нови Горњи Свети Јован  је имао 23 становника.